# São João do Polêsine
São João do Polêsine é um município brasileiro do estado do Rio Grande do Sul.

## Geografia
Com altitude de 37 metros, o município se localiza à latitude 29°36'50" sul e à longitude 53°26'44" oeste. Sua população estimada em 2022 era de 2 649 habitantes, distribuídos em 78,320 km² de área.
O município é divido oficialmente em três distritos, e os distritos contém localidades:
1. Sede[5]: Centro, Vila Nova São Lucas, Vila Ceolin, Linha do Monte, Ribeirão e Linha Bonfim.
2. Vale Vêneto[6]: Vale Vêneto.
3. Recanto Maestro[7]: Recanto Maestro.

## História
O processo emancipatório iniciou em 1986, quando, o governo do estado autorizou uma consulta plebiscitária na qual o município de São João do Polêsine se estenderia até a atual RSC-287, o intenção não obteve sucesso. Novamente em 1991, plebiscito foi realizado, agora com área menor, não se estendendo até a atual RSC-287, o qual surtiu efeito e acabou por dar origem ao município de São João do Polêsine em 20 de março de 1992, pela lei estadual nº 9.601, que separou seu território do município de Faxinal do Soturno.